# Убийство Сократиса Гиолиаса
Убийство Сократиса Гиолиаса произошло 19 июля 2010 года. Журналиста расстреляли на пороге собственного дома.

## Биография Гиолиаса
Сократис Гиолиас (греч. Σωκράτης Γκιόλιας, 13 февраля 1973 — 19 июля 2010) — греческий журналист. Директор одной из афинских радиостанций Thema 98.9 FM. Создатель блога «Троктико» — независимого СМИ с 6-миллионым ежедневным посещением читателей.
Сократис Гиолиас — автор нескольких громких журналистских расследований. На сайте «Троктико» было размещено много документов, которые доказывали коррумпированность многих греческих политиков и управленцев. Долгое время сотрудничал с другим, достаточно спорным, греческим журналистом Макисом Триантафилопулосом.

## Убийство
Убийство Сократиса Гиолиаса стало первым умышленным убийством журналиста за последние 20 лет в Греции. В Гиолиаса попали 16 пуль. Неизвестные скрылись на угнанном автомобиле, который позже нашли сожженным в 1,5 км от дома Гиолиаса в пригороде Афин Ильюполисе.

## Расследование
20 июля 2010 греческая полиция заявила, что подозревает в совершении преступления террористические организации. Баллистическая экспертиза установила, что оружие, из которого застрелили журналиста, предварительно уже было связано с деятельностью греческой левой организации Секта революционеров. Расследованием занимается отдел по борьбе с терроризмом.

## Дальнейшие угрозы
28 июля 2010 Секта революционеров пригрозила властям терактами, пообещав «превратить страну в зону боевых действий». В качестве целей для своих атак террористы избрали сотрудников полиции и исправительных учреждений, а также бизнесменов и журналистов. Наряду с убийствами члены «Секты революционеров» обещают устраивать поджоги, взрывы и уличные беспорядки. Свои угрозы радикалы подкрепили фотографиями своего арсенала. 1 августа члены Секты революционеров впервые высказали угрозы не только в адрес властей, но и отдыхающих в Греции туристов.